# The Painted Woman
Pour plus de détails, voir Fiche technique et Distribution.
The Painted Woman est un thriller américain pré-Code de 1932 avec Spencer Tracy, Peggy Shannon et Irving Pichel  réalisé par John G. Blystone.

## Fiche technique
- Réalisation : John G. Blystone

## Distribution
- Spencer Tracy
- Peggy Shannon
- Irving Pichel
- William "Stage" Boyd